# Посёлок Механизаторов (Тульская область)
Посёлок Механизаторов — населённый пункт в Тёпло-Огарёвском районе Тульской области России.
В рамках административно-территориального устройства входит в Нарышкинский сельский округ Тёпло-Огарёвского района, в рамках организации местного самоуправления — административный центр Нарышкинского сельского поселения.

## География
Расположен в 9 км к северу от райцентра, посёлка городского типа Тёплое, и в 55 км к югу от областного центра, г. Тулы. 

## Население
| 2002 | 2010 |
| ---- | ---- |
| 477  | ↗496 |